# Jaroslav Rakyc'kyj
Jaroslav Volodymyrovyč Rakyc'kyj (in ucraino Ярослав Володимирович Ракицький?; traslitterazione anglosassone: Yaroslav Volodymyrovych Rakitskiy; in russo Ярослав Владимирович Ракицкий?; Peršotravens'k, 3 agosto 1989) è un calciatore ucraino, difensore del Čornomorec'.

## Caratteristiche tecniche
Di ruolo difensore centrale, è bravo nell'impostare l'azione anche tramite lanci lunghi. è dotato di un tiro dalla lunga distanza preciso e molto potente, abile anche nei calci da fermo e può giocare all'occorrenza anche terzino sinistro o esterno di centrocampo
Nel 2010 è stato inserito nella lista dei migliori calciatori nati dopo il 1989 stilata da Don Balón.

## Carriera

### Club
Dal 2009 al 2019 ha giocato nella prima squadra dello Šachtar, squadra in cui aveva giocato al livello giovanile, con cui ha disputato 210 gare segnando 9 reti.
Nella sessione di mercato invernale del gennaio 2019, passa allo Zenit San Pietroburgo. Il 2 marzo 2022 in seguito alla guerra in Ucraina, chiede ed ottiene la risoluzione del contratto con lo Zenit San Pietroburgo.

### Nazionale
Fa il suo esordio il 10 ottobre 2009 a 20 anni nella partita di Qualificazioni al campionato mondiale di calcio 2010 contro l'Inghilterra, quattro giorni dopo, sempre in una partita di qualificazione, segna il suo primo goal in nazionale nella vittoria per 6-0 della sua nazionale contro Andorra.
Viene convocato per gli Europei 2012 disputati tra la sua Ucraina e Polonia, successivamente viene convocato per gli Europei 2016 in Francia.
Nel febbraio 2019, dopo essere passato allo Zenit, visti i problemi politici tra Russia e Ucraina viene escluso dalla nazionale ucraina.

## Statistiche

### Presenze e reti nei club
Statistiche aggiornate al 1 luglio 2023.
| Stagione        | Squadra         | Campionato      | Campionato | Campionato | Coppe nazionali | Coppe nazionali | Coppe nazionali | Coppe continentali | Coppe continentali | Coppe continentali | Altre coppe | Altre coppe | Altre coppe | Totale | Totale |
| Stagione        | Squadra         | Comp            | Pres       | Reti       | Comp            | Pres            | Reti            | Comp               | Pres               | Reti               | Comp        | Pres        | Reti        | Pres   | Reti   |
| --------------- | --------------- | --------------- | ---------- | ---------- | --------------- | --------------- | --------------- | ------------------ | ------------------ | ------------------ | ----------- | ----------- | ----------- | ------ | ------ |
| 2009-2010       | Šachtar         | PL              | 24         | 0          | KU              | 4               | 1               | UCL+UEL            | 0+9                | 1                  | SU          | 0           | 0           | 37     | 2      |
| 2010-2011       | Šachtar         | PL              | 21         | 1          | KU              | 2               | 0               | UCL                | 10                 | 1                  | SU          | 1           | 0           | 34     | 2      |
| 2011-2012       | Šachtar         | PL              | 27         | 2          | KU              | 5               | 0               | UCL                | 4                  | 0                  | SU          | 1           | 0           | 37     | 2      |
| 2012-2013       | Šachtar         | PL              | 24         | 1          | KU              | 2               | 0               | UCL                | 8                  | 0                  | SU          | 1           | 0           | 35     | 1      |
| 2013-2014       | Šachtar         | PL              | 23         | 0          | KU              | 1               | 0               | UCL+UEL            | 6+1                | 0                  | SU          | 1           | 0           | 32     | 0      |
| 2014-2015       | Šachtar         | PL              | 18         | 2          | KU              | 5               | 0               | UCL                | 8                  | 0                  | SU          | 1           | 0           | 32     | 2      |
| 2015-2016       | Šachtar         | PL              | 18         | 2          | KU              | 2               | 0               | UCL+UEL            | 10+7               | 0+1                | SU          | 1           | 0           | 38     | 3      |
| 2016-2017       | Šachtar         | PL              | 21         | 0          | KU              | 2               | 0               | UCL+UEL            | 1+7                | 0                  | SU          | 0           | 0           | 31     | 0      |
| 2017-2018       | Šachtar         | PL              | 23         | 0          | KU              | 3               | 1               | UCL                | 7                  | 0                  | SU          | 1           | 0           | 34     | 1      |
| 2018-gen. 2019  | Šachtar         | PL              | 11         | 1          | KU              | 0               | 0               | UCL                | 4                  | 0                  | SU          | 1           | 0           | 16     | 1      |
| gen.-giu. 2019  | Zenit           | PL              | 12         | 3          | KR              | -               | -               | UEL                | 4                  | 0                  | -           | -           | -           | 16     | 3      |
| 2019-2020       | Zenit           | PL              | 27         | 0          | KR              | 4               | 0               | UCL                | 5                  | 1                  | SR          | 1           | 0           | 37     | 1      |
| 2020-2021       | Zenit           | PL              | 24         | 1          | KR              | 1               | 0               | UCL                | 6                  | 0                  | SR          | 1           | 0           | 32     | 1      |
| 2021-mar. 2022  | Zenit           | PL              | 15         | 1          | KR              | 0               | 0               | UCL+UEL            | 6+1                | 1+0                | SR          | 1           | 0           | 23     | 2      |
| Totale Zenit    | Totale Zenit    | Totale Zenit    | 78         | 5          |                 | 5               | 0               |                    | 22                 | 2                  |             | 3           | 0           | 108    | 7      |
| lug.-dic. 2022  | Adana Demirspor | SL              | 8          | 0          | TK              | 1               | 0               | -                  | -                  | -                  | -           | -           | -           | 9      | 0      |
| gen.-giu. 2023  | Šachtar         | PL              | 13         | 1          | -               | -               | -               | UEL                | 1                  | 1                  | -           | SU          | -           | 14     | 2      |
| Totale Šachtar  | Totale Šachtar  | Totale Šachtar  | 223        | 10         |                 | 26              | 2               |                    | 83                 | 4                  |             | 8           | 0           | 340    | 16     |
| Totale carriera | Totale carriera | Totale carriera | 309        | 15         |                 | 32              | 2               |                    | 105                | 6                  |             | 11          | 0           | 457    | 23     |

### Cronologia presenze e reti in nazionale
| Cronologia completa delle presenze e delle reti in nazionale ― Ucraina | Cronologia completa delle presenze e delle reti in nazionale ― Ucraina | Cronologia completa delle presenze e delle reti in nazionale ― Ucraina | Cronologia completa delle presenze e delle reti in nazionale ― Ucraina | Cronologia completa delle presenze e delle reti in nazionale ― Ucraina | Cronologia completa delle presenze e delle reti in nazionale ― Ucraina | Cronologia completa delle presenze e delle reti in nazionale ― Ucraina | Cronologia completa delle presenze e delle reti in nazionale ― Ucraina |
| Data                                                                   | Città                                                                  | In casa                                                                | Risultato                                                              | Ospiti                                                                 | Competizione                                                           | Reti                                                                   | Note                                                                   |
| ---------------------------------------------------------------------- | ---------------------------------------------------------------------- | ---------------------------------------------------------------------- | ---------------------------------------------------------------------- | ---------------------------------------------------------------------- | ---------------------------------------------------------------------- | ---------------------------------------------------------------------- | ---------------------------------------------------------------------- |
| 10-10-2009                                                             | Dnipro                                                                 | Ucraina                                                                | 1 – 0                                                                  | Inghilterra                                                            | Qual. Mondiali 2010                                                    | -                                                                      |                                                                        |
| 14-10-2009                                                             | Andorra la Vella                                                       | Andorra                                                                | 0 – 6                                                                  | Ucraina                                                                | Qual. Mondiali 2010                                                    | 1                                                                      |                                                                        |
| 14-11-2009                                                             | Atene                                                                  | Grecia                                                                 | 0 – 0                                                                  | Ucraina                                                                | Qual. Mondiali 2010                                                    | -                                                                      |                                                                        |
| 18-11-2009                                                             | Donec'k                                                                | Ucraina                                                                | 0 – 1                                                                  | Grecia                                                                 | Qual. Mondiali 2010                                                    | -                                                                      |                                                                        |
| 2-6-2010                                                               | Oslo                                                                   | Norvegia                                                               | 0 – 1                                                                  | Ucraina                                                                | Amichevole                                                             | -                                                                      |                                                                        |
| 11-8-2010                                                              | Donec'k                                                                | Ucraina                                                                | 1 – 1                                                                  | Paesi Bassi                                                            | Amichevole                                                             | -                                                                      | 7’                                                                     |
| 7-9-2010                                                               | Kiev                                                                   | Ucraina                                                                | 2 – 1                                                                  | Cile                                                                   | Amichevole                                                             | 1                                                                      | 84’                                                                    |
| 17-11-2010                                                             | Carouge                                                                | Svizzera                                                               | 2 – 2                                                                  | Ucraina                                                                | Amichevole                                                             | -                                                                      |                                                                        |
| 8-2-2011                                                               | Paralimni                                                              | Romania                                                                | 2 – 2 dts (2 – 4 dtr)                                                  | Ucraina                                                                | Amichevole                                                             | 1                                                                      | 59’                                                                    |
| 29-3-2011                                                              | Kiev                                                                   | Ucraina                                                                | 0 – 2                                                                  | Italia                                                                 | Amichevole                                                             | -                                                                      |                                                                        |
| 2-9-2011                                                               | Charkiv                                                                | Ucraina                                                                | 2 – 3                                                                  | Uruguay                                                                | Amichevole                                                             | -                                                                      |                                                                        |
| 6-9-2011                                                               | Praga                                                                  | Rep. Ceca                                                              | 4 – 0                                                                  | Ucraina                                                                | Amichevole                                                             | -                                                                      | 46’                                                                    |
| 11-11-2011                                                             | Kiev                                                                   | Ucraina                                                                | 3 – 3                                                                  | Germania                                                               | Amichevole                                                             | -                                                                      |                                                                        |
| 15-11-2011                                                             | Leopoli                                                                | Ucraina                                                                | 2 – 1                                                                  | Austria                                                                | Amichevole                                                             | -                                                                      | 67’                                                                    |
| 28-5-2012                                                              | Kufstein                                                               | Ucraina                                                                | 4 – 0                                                                  | Estonia                                                                | Amichevole                                                             | -                                                                      |                                                                        |
| 1-6-2012                                                               | Innsbruck                                                              | Austria                                                                | 3 – 2                                                                  | Ucraina                                                                | Amichevole                                                             | -                                                                      | 46’                                                                    |
| 5-6-2012                                                               | Smirne                                                                 | Turchia                                                                | 2 – 0                                                                  | Ucraina                                                                | Amichevole                                                             | -                                                                      | 72’                                                                    |
| 19-6-2012                                                              | Kiev                                                                   | Inghilterra                                                            | 1 – 0                                                                  | Ucraina                                                                | Euro 2012 - 1º turno                                                   | -                                                                      | 74’                                                                    |
| 15-8-2012                                                              | Leopoli                                                                | Ucraina                                                                | 0 – 0                                                                  | Rep. Ceca                                                              | Amichevole                                                             | -                                                                      |                                                                        |
| 11-9-2012                                                              | Londra                                                                 | Inghilterra                                                            | 1 – 1                                                                  | Ucraina                                                                | Qual. Mondiali 2014                                                    | -                                                                      |                                                                        |
| 2-6-2013                                                               | Kiev                                                                   | Ucraina                                                                | 0 – 0                                                                  | Camerun                                                                | Amichevole                                                             | -                                                                      |                                                                        |
| 7-6-2013                                                               | Podgorica                                                              | Montenegro                                                             | 0 – 4                                                                  | Ucraina                                                                | Qual. Mondiali 2014                                                    | -                                                                      |                                                                        |
| 14-8-2013                                                              | Kiev                                                                   | Ucraina                                                                | 2 – 0                                                                  | Israele                                                                | Amichevole                                                             | -                                                                      | 28’                                                                    |
| 6-9-2013                                                               | Leopoli                                                                | Ucraina                                                                | 9 – 0                                                                  | San Marino                                                             | Qual. Mondiali 2014                                                    | 1                                                                      |                                                                        |
| 11-10-2013                                                             | Kiev                                                                   | Ucraina                                                                | 1 – 0                                                                  | Polonia                                                                | Qual. Mondiali 2014                                                    | -                                                                      | 56’                                                                    |
| 19-11-2013                                                             | Saint-Denis                                                            | Francia                                                                | 3 – 0                                                                  | Ucraina                                                                | Qual. Mondiali 2014                                                    | -                                                                      |                                                                        |
| 3-9-2014                                                               | Donec'k                                                                | Ucraina                                                                | 1 – 0                                                                  | Australia                                                              | Amichevole                                                             | -                                                                      | 65’                                                                    |
| 8-9-2014                                                               | Kiev                                                                   | Ucraina                                                                | 0 – 1                                                                  | Slovacchia                                                             | Qual. Euro 2016                                                        | -                                                                      | 37’                                                                    |
| 15-11-2014                                                             | Lussemburgo                                                            | Lussemburgo                                                            | 0 – 3                                                                  | Ucraina                                                                | Qual. Euro 2016                                                        | -                                                                      |                                                                        |
| 31-3-2015                                                              | Leopoli                                                                | Ucraina                                                                | 1 – 1                                                                  | Lettonia                                                               | Amichevole                                                             | -                                                                      |                                                                        |
| 9-6-2015                                                               | Linz                                                                   | Georgia                                                                | 1 – 2                                                                  | Ucraina                                                                | Amichevole                                                             | -                                                                      |                                                                        |
| 14-6-2015                                                              | Odessa                                                                 | Ucraina                                                                | 3 – 0                                                                  | Lussemburgo                                                            | Qual. Euro 2016                                                        | -                                                                      | 77’                                                                    |
| 5-9-2015                                                               | Leopoli                                                                | Ucraina                                                                | 3 – 1                                                                  | Bielorussia                                                            | Qual. Euro 2016                                                        | -                                                                      |                                                                        |
| 8-9-2015                                                               | Žilina                                                                 | Slovacchia                                                             | 0 – 0                                                                  | Ucraina                                                                | Qual. Euro 2016                                                        | -                                                                      |                                                                        |
| 9-10-2015                                                              | Skopje                                                                 | Macedonia del Nord                                                     | 0 – 2                                                                  | Ucraina                                                                | Qual. Euro 2016                                                        | -                                                                      |                                                                        |
| 12-10-2015                                                             | Kiev                                                                   | Ucraina                                                                | 0 – 1                                                                  | Spagna                                                                 | Qual. Euro 2016                                                        | -                                                                      |                                                                        |
| 14-11-2015                                                             | Leopoli                                                                | Ucraina                                                                | 2 – 0                                                                  | Slovenia                                                               | Qual. Euro 2016                                                        | -                                                                      | 84’                                                                    |
| 17-11-2015                                                             | Maribor                                                                | Slovenia                                                               | 1 – 1                                                                  | Ucraina                                                                | Qual. Euro 2016                                                        | -                                                                      |                                                                        |
| 29-5-2016                                                              | Torino                                                                 | Ucraina                                                                | 4 – 3                                                                  | Romania                                                                | Amichevole                                                             | -                                                                      |                                                                        |
| 3-6-2016                                                               | Bergamo                                                                | Ucraina                                                                | 3 – 1                                                                  | Albania                                                                | Amichevole                                                             | -                                                                      | 68’                                                                    |
| 12-6-2016                                                              | Villeneuve-d'Ascq                                                      | Germania                                                               | 2 – 0                                                                  | Ucraina                                                                | Euro 2016 - 1º turno                                                   | -                                                                      |                                                                        |
| 16-6-2016                                                              | Décines-Charpieu                                                       | Ucraina                                                                | 0 – 2                                                                  | Irlanda del Nord                                                       | Euro 2016 - 1º turno                                                   | -                                                                      |                                                                        |
| 5-9-2016                                                               | Kiev                                                                   | Ucraina                                                                | 1 – 1                                                                  | Islanda                                                                | Qual. Mondiali 2018                                                    | -                                                                      |                                                                        |
| 12-11-2016                                                             | Odessa                                                                 | Ucraina                                                                | 1 – 0                                                                  | Finlandia                                                              | Qual. Mondiali 2018                                                    | -                                                                      | 45+1’                                                                  |
| 6-6-2017                                                               | Leopoli                                                                | Ucraina                                                                | 0 – 1                                                                  | Malta                                                                  | Amichevole                                                             | -                                                                      | 46’                                                                    |
| 11-6-2017                                                              | Tampere                                                                | Finlandia                                                              | 1 – 2                                                                  | Ucraina                                                                | Qual. Mondiali 2018                                                    | -                                                                      | 39’                                                                    |
| 5-9-2017                                                               | Reykjavík                                                              | Islanda                                                                | 2 – 0                                                                  | Ucraina                                                                | Qual. Mondiali 2018                                                    | -                                                                      |                                                                        |
| 9-10-2017                                                              | Kiev                                                                   | Ucraina                                                                | 0 – 1                                                                  | Croazia                                                                | Qual. Mondiali 2018                                                    | -                                                                      |                                                                        |
| 23-3-2018                                                              | Marbella                                                               | Arabia Saudita                                                         | 1 – 1                                                                  | Ucraina                                                                | Amichevole                                                             | -                                                                      |                                                                        |
| 27-3-2018                                                              | Yokohama                                                               | Giappone                                                               | 1 – 2                                                                  | Ucraina                                                                | Amichevole                                                             | -                                                                      |                                                                        |
| 6-9-2018                                                               | Uherské Hradiště                                                       | Rep. Ceca                                                              | 1 – 2                                                                  | Ucraina                                                                | UEFA Nations League 2018-2019 - 1º turno                               | -                                                                      |                                                                        |
| 9-9-2018                                                               | Leopoli                                                                | Ucraina                                                                | 1 – 0                                                                  | Slovacchia                                                             | UEFA Nations League 2018-2019 - 1º turno                               | -                                                                      |                                                                        |
| 10-10-2018                                                             | Genova                                                                 | Italia                                                                 | 1 – 1                                                                  | Ucraina                                                                | Amichevole                                                             | -                                                                      | 36’ 88’                                                                |
| 16-10-2018                                                             | Charkiv                                                                | Ucraina                                                                | 1 – 0                                                                  | Rep. Ceca                                                              | UEFA Nations League 2018-2019 - 1º turno                               | -                                                                      | 39’                                                                    |
| Totale                                                                 |                                                                        | Presenze                                                               | 54                                                                     |                                                                        | Reti                                                                   | 4                                                                      |                                                                        |

## Palmarès

### Club

#### Competizioni nazionali
- Campionato ucraino: 9

Šachtar: 2009-2010, 2010-2011, 2011-2012, 2012-2013, 2013-2014, 2016-2017, 2017-2018, 2022-2023, 2023-2024
- Coppa d'Ucraina: 7

Šachtar: 2010-2011, 2011-2012, 2012-2013, 2015-2016, 2016-2017, 2017-2018, 2023-2024
- Supercoppa d'Ucraina: 6

Šachtar: 2010, 2012, 2013, 2014, 2015, 2017
- Campionato russo: 3

Zenit S. Pietroburgo: 2018-2019, 2019-2020, 2020-2021
- Coppa di Russia: 1

Zenit: 2019-2020
- Supercoppa di Russia: 2

Zenit: 2020, 2021

### Nazionale
- Campionato d'Europa Under-19: 1

2009

### Individuale
- Inserito nella selezione UEFA dell'Europeo Under-21: 1

Danimarca 2011